# Димитър Димов (европейска литературна награда)
Вижте пояснителната страница за други личности с името Димитър Димов.
Европейската литературна награда „Димитър Димов“ е учредена от община Варна и се присъжда за съвременни романи с висока художествена стойност, писани на територията на европейския континент и издадени на български език в предходната година. Тя е създадена през 2018 г. по инициатива на фестивала ВарнаЛит под патронажа на кмета на Община Варна в навечерието на 110-годишнината от рождението на писателя.
Наградата е ежегодна. Наградата не се връчва посмъртно.
Чуждоезичните романи трябва да са издадени в страните си за първи път най-много десет години преди връчването на наградата. Предложенията се приемат от издателствата на книгите. Всяко издателство може да номинира до 4 свои романа – до два на български и до два на европейски автор. За участието в конкурса издателството трябва да е получило изричното съгласие на автора.
Победителят печели парична награда в размер на 10 000 лева (5000 евро), грамота и специално изработена статуетка.

## Наградени автори и творби
| № | Година | Жури | Номинирани | Лауреати                                               |
| - | ------ | --- | --- | ------------------------------------------------------ |
| 1 | 2019   | Жури с председател дъщерята на Димитър Димов – писателката Теодора Димова и членове проф. Мари Врина-Николов, доц. Пламен Дойнов и Свилен Спасов. | - Жером Ферари за романа „Проповед за падането на Рим“ (изд. „Факел Експрес“) - Дмитрий Глуховски за романа „Текст“ (изд. „Сиела“) - Добромир Байчев за романа „Глиненият цар“ (изд. Конкурс за непубликуван български роман „Развитие“) - Саулюс Шалтянис за романа „Дневникът на еврейската принцеса“ (изд. „Наука и изкуство“) - Тайе Селаси за романа „Отивам си е възвратен глагол“ (изд. „Жанет 45“) | - Жером Ферари за романа „Проповед за падането на Рим“ |
| 2 | 2020   | | - Венцислав Божинов за романа „Белези“ (изд. „Рива“) - Джамал Уариаши за романа „Глад“ (изд. „Колибри“) - Дубравка Угрешич за романа „Лисица“ (изд. „Колибри“) - Франсоа-Анри Дезерабл за романа „Някой си господин Пекелни“ (изд. Аквариус) - Момчил Николов за романа „Чекмо“ (изд. „Сиела“) |                                                        |